# 柳子明
柳子明（1894年2月18日—1985年4月17日），小名興甲，學名興湜，韩国籍中国农学家，原湖南农业大学教授，同时获得朝鲜民主主义人民共和国国旗勋章和韩国建国勋章的韩国独立运动家。
柳子明1894年出生于朝鲜忠清道忠州郡，毕业于水原农学院。1919年，他参加反日三一运动后，开始投身大韩民国临时政府的独立运动，后流亡中国，是义烈团、朝鲜民族革命党、朝鲜民族战线联盟、朝鲜义勇军的主要成员。
从1950年开始，柳子明在湖南农业大学任教三十五年直到退休，是该校元老教授，果树学科硕士点创始人。他是位葡萄专家，研发出一年多次结果的葡萄品种，推翻了中国南方不能种葡萄的说法。此外，他对中国水稻、柑橘栽培的起源和发展研究也颇具影响。1984年，中国农学会为他颁发了表彰状。

## 早年生涯
1894年2月18日（农历一月十三日），柳子明出生于朝鲜忠清道忠州郡的一个自耕农家庭，小名兴甲，学名兴湜。其父柳种根（号春湖）曾任三年平安道主事，后因厌恶官场，辞官返乡做私塾先生。兴湜是家中最小的孩子，有一位大哥和姐姐。童年的兴湜在其父亲的私塾学习《千字文》和四书五经，1907年开始就读于忠州普通学校。1910年11月，他在家长的安排下与李兰英结婚。忠州普通学校毕业后，他又进入水原农学院学习，1916年毕业后回到家乡在一所农业学校任教。:-23:1-2

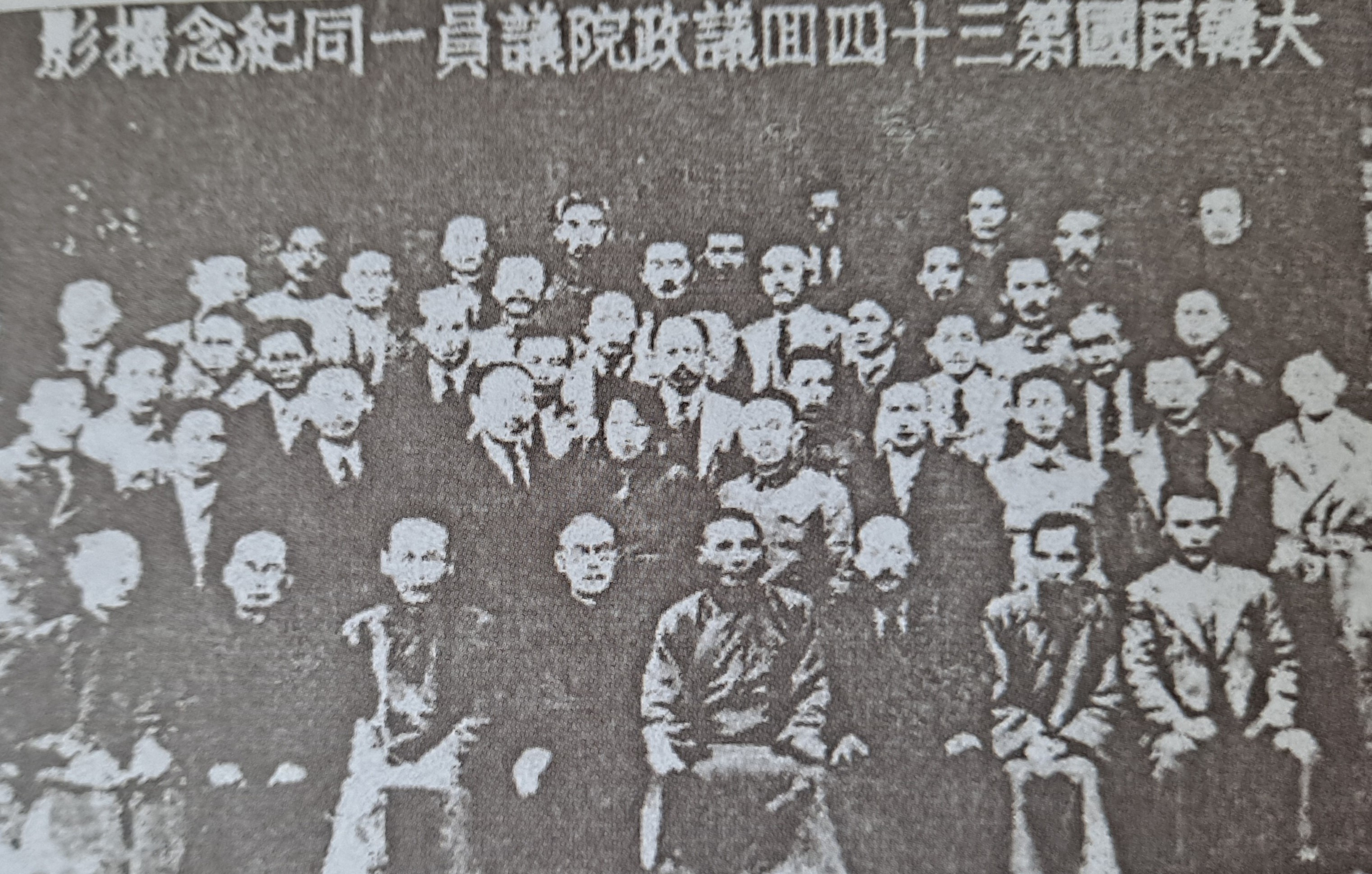
大韩民国第三十四回议政院议员（三排左五为柳子明）

1919年3月，朝鲜半岛爆发大规模的反日三一运动，兴湜和他的学生们也积极地投入到了这次运动。三一运动被日本人镇压后，他为躲避逮捕，与家人不辞而别，去首尔躲避。当年，朝鲜独立运动志士先后在海参崴、首尔和上海成立了大韩民国临时政府。他加入了支持临时政府在巴黎和会上争取国际声援的“青年外交团”。同年6月，他被补选为首尔临时政府忠清北道大议员。:25-36:2-3
为实现三地临时政府的合并，柳兴湜同年被选为代表前往上海临时政府。出于安全的原因，他在同事的建议下开始化名“子明”。在上海，柳子明被推选为临时会议秘书，后又在吕运亨的介绍下加入“新韩青年党”。三地临时政府统合后，柳子明成为首尔政府忠清北道的议员。:36-41:4-6
1919年12月，柳子明离开上海，后回到首尔负责临时政府与首尔之间的联络工作。三一运动后，日本当局开始允许朝鲜报纸的发行和朝鲜文人的言论。柳子明在《共济》和《朝鲜日报》等报刊发表了进步文章。1921年3月，他因这些文章被捕，被关押了一个月后，经朋友帮助被保释，后流亡中国。:53-66:7-8

## 流亡中国

### 从义烈团到义勇队
1922年，柳子明在天津加入金若山的义烈团，负责联络通讯方面的工作。1927年，许多义烈团成员参加南昌起义和广州起义而牺牲或被捕。义烈团失去经济来源，柳子明只好加入“东方被压迫民族联合会”。1928年2月，柳子明与十余名朝鲜独立运动志士在武汉因“东方被压迫民族联合会”一名印度人的告发而被捕。日本驻武汉大使馆大肆渲染说被捕的这些朝鲜人都是共产党，想借武汉警局之手将他们处决，但经大韩民国临时政府与南京国民党政府交涉，柳子明等人最终于8月28日被释放。:85-143:8-17
出狱后，柳子明在朋友的帮助下到南京韩复炎烈士纪念农场做技术员，几经波折最终摆脱了日本人的跟踪。1930年，他受袁绍先之邀在福建泉州黎明高中任生物学教师。此后，他又受匡互生之邀在立达学园主持高中部农村教育科:154-175。1933年，柳子明由朋友郑华岩牵线与中国女子刘则忠结婚:187-190。
1935年7月4日，义烈团改革成立朝鲜民族革命党，柳子明任党秘书。1937年，柳子明加入“朝鲜民族战线联盟”，负责联盟联络与出版方面的工作。1938年8月，“朝鲜义勇队”成立后，柳子明成为义勇军指导委员之一:222-227。1937年，日本侵华战争全面爆发后，柳子明先后辗转于南京、武汉、长沙、衡阳、桂林、重庆、福建、广西等地。1942年，他在大韩民国临时政府临时议政院会议上被选为临时宪法修正起草委员。

### 在台湾

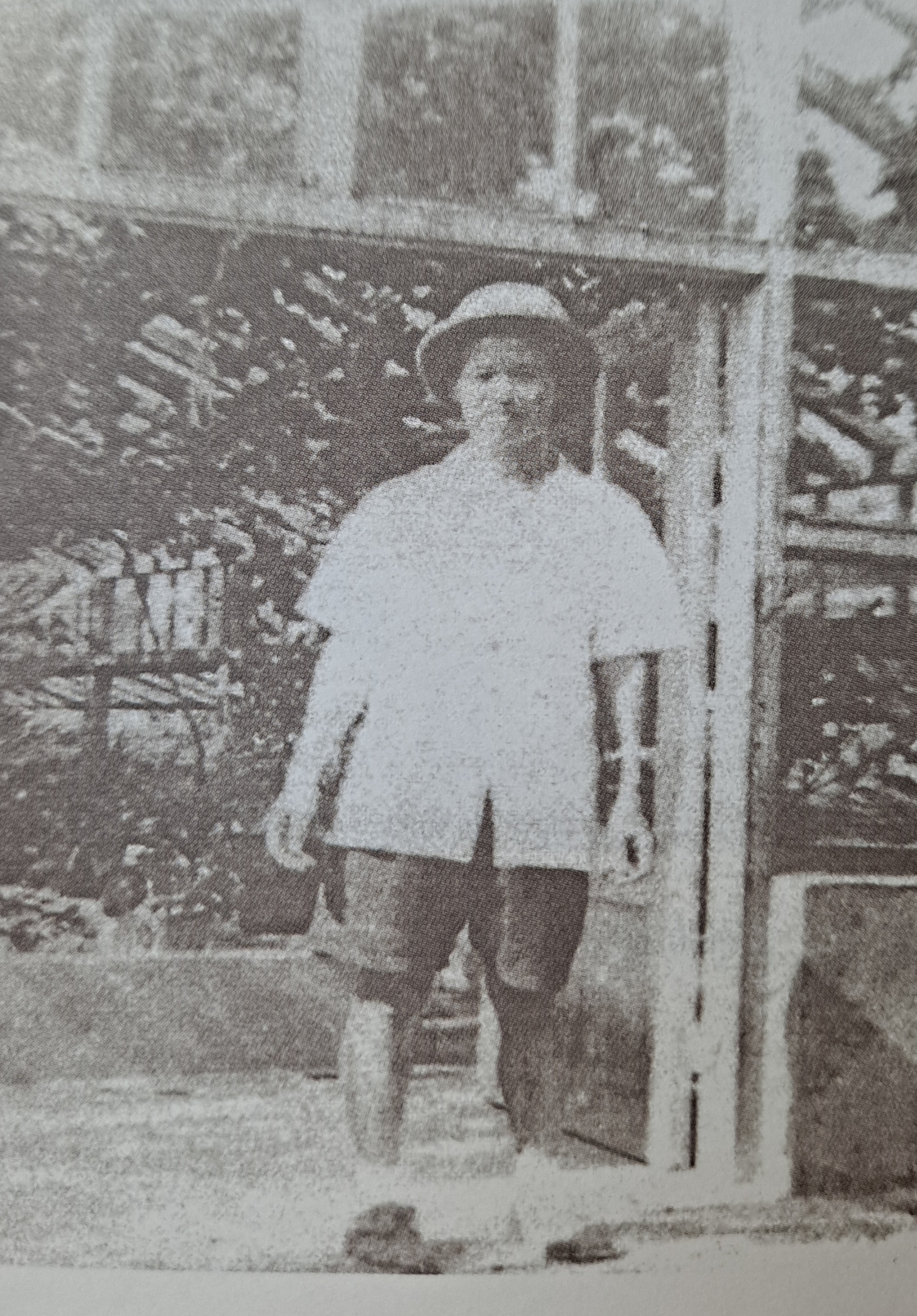
柳子明在台湾

1945年日本无条件投降后，国民党派陈仪接管台湾。柳子明受陈仪顾问沈仲九之邀于1946年离开福建前往台湾，在长官公署农林处技术室任专员，后又任合作农场管理所主任。农林处技术室主任朱江湖离任后，他接任了技术室主任兼台湾农业实验所所长的职务。:286-294:29-30
1950年1月，柳子明原本打算携妻儿回韩国，并从韩国驻台领使馆申请到了归国旅行证。但由于他刚来台北时的“五家联保制”，他在登记户口的时候将籍贯写成了“南京”。台湾警务处以此为由说他在法律上已经是中国人，不让离开台湾。柳子明只好又用了半年的时间取消中国籍，办理韩国籍。同年6月，他最终和妻儿一起离开台湾。他们原本打算经香港回韩国，但到香港后，却赶上朝鲜战争爆发。同年7月，在香港左右为难的柳子明收到了湖南副省长程星龄的信，说湖南大学校长李达有意聘他为湖南大学农学院教授。:300-307

### 湖南农大教授
1950年9月，柳子明经广州来到长沙，担任湖南大学农学院农艺系的主任。1951年，湖南大学农学院从湖南大学分离成立湖南农业大学。柳子明在湖南农业大学任教三十五年直到退休。1952年吉林延边成立朝鲜族自治州的时候，中国政府对全国朝鲜人提供了选择国籍的机会。但由于在台期间因国籍问题导致归国的困难，他选择保留了韩国国籍。1957年，朝鲜民主主义人民共和国驻华大使向中国政府提出让柳子明回朝鲜的请求。由于柳子明家乡并不在朝鲜，湖南农业大学向高教部提出了让他再留中国服务若干年的请求。文化大革命期间，由于柳子明的外国国籍身份，他免受了其它人在文革期间的迫害。:318-326
在湖南农业大学任教的三十余年中，柳子明进行了大量的农学研究，并培养了三千多名农学人才。他是位葡萄专家，研发出一年多次结果的葡萄品种，推翻了中国南方不能种葡萄的说法。此外，他对中国水稻、柑橘栽培的起源和发展研究也颇具影响。他先后担任湖南农业大学农园系主任、园艺系主任、实习农场场长、园艺教研室主任，湖南园艺学会名誉理事长等职务。作为学校元老教授，湖南农大果树学科硕士点创始人，他退休后成为园艺系名誉主任。1984年，中国农学会为他颁发了表彰状。:330-345

## 去世
1985年4月17日，柳子明在湖南长沙去世，享年92岁。湖南农业大学和园艺界为其举行了隆重的告别仪式。:366
1991年，韩国政府授予柳子明建国勋章:367。2002年3月，柳子明和他的韩国夫人李兰英、中国夫人刘则忠的骨灰被安葬于韩国国立大田显忠院。:370

## 纪念

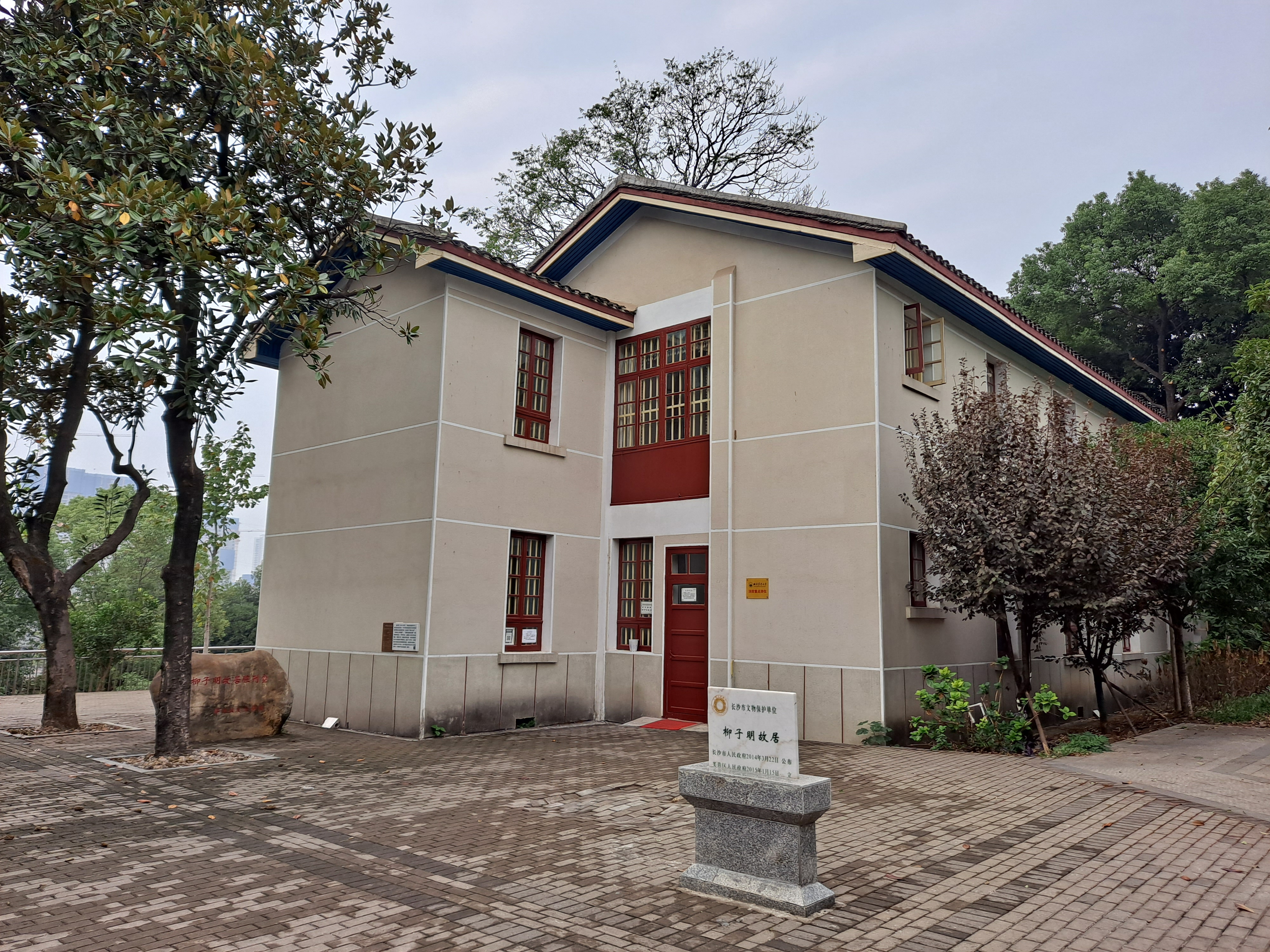
湖南农业大学柳子明故居

- 2005年，“柳子明在中国大陆的足迹”国际学术会议在韩国召开[7]
- 2008年，湖南农业大学在校园内立柳子明先生半身雕像。[1]:2
- 2014年，柳子明故居被列为长沙市文物保护单位，并建柳子明生平事迹陈列馆。[1]:2
- 1994年，中国农业出版社出版安奇所著《戴勋章的园艺学家--柳子明传》[2]
- 2020年，作家出版社出版柳燃山所著《不灭志士：柳子明评传》[1]
- 2006年1月，韩国国家报勋处独立运动家名册[8]

## 荣誉
- 1968年：韩国“总统奖状”[5]
- 1978年：朝鲜民主主义人民共和国三级国旗勋章[1]:2[5]
- 1984年：“中国农学会表彰状”[1]:2
- 1991年：韩国建国勋章爱国章”[1]:2[5]
- 1996年：湖南省科技大会“湖南科技之星”称号[1]:2

## 轶事
- 柳子明与巴金是好友，是巴金小说《头发的故事》的原型。巴金的另一部小说《火》也是部分以柳子明和朝鲜爱国青年为原型创作的。[1]:208-211[4][5]

## 家庭

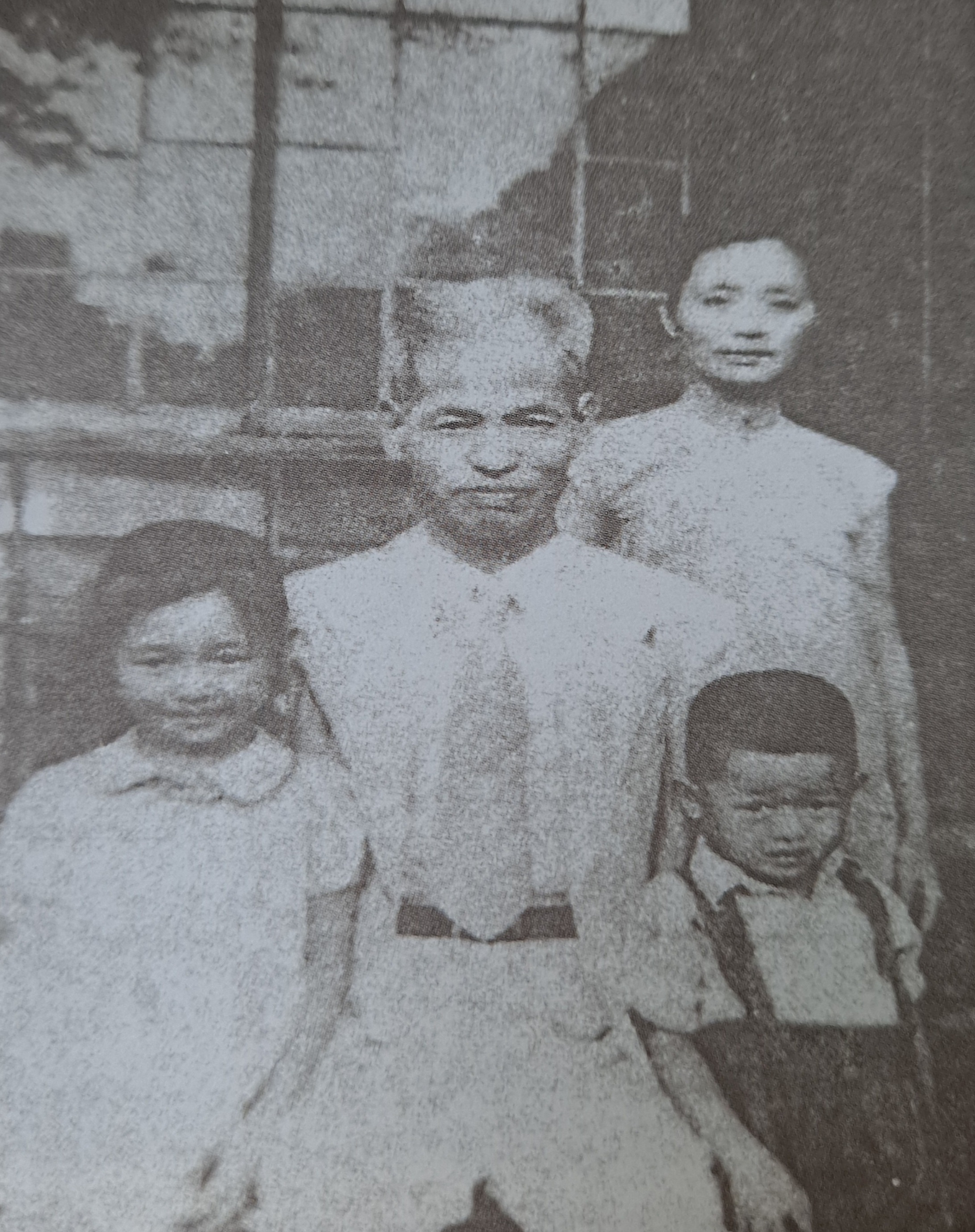
柳子明与夫人刘则忠、女儿得橹和儿子展辉

- 首任妻子：李兰英（1910年结婚）[1]:10
  - 长子：柳基熔（1916年生）[1]:22-23
  - 次子：柳基滢（1918年生）[1]:23
- 第二任妻子：刘则忠（1933年结婚）[1]:187-190
  - 长子：柳小明（1935年生），五岁时因疟疾夭折[1]:262
  - 长女：（1936年生） 三岁时夭折[1]:254
  - 次女：柳得橹[1]
  - 次子：柳展辉（1942年生）[1]:269